# Tortuga de Travancore
La tortuga de Travancore (Indotestudo travancorica) és una espècie de tortuga terrestre de bosc de la família Testudinidae de l'Índia (Travancore). Creix fins als 33 cm de longitud. S'alimenta sobretot de pastures i herbes. També s'alimenta de mol·luscs, insectes, cadàvers d'animals, fongs i fruites. Viu en els boscos de muntanya a 450-850 m d'altitud. Els mascles inicien el combat colpejant la closca de la femella durant la seva temporada de reproducció entre novembre i març. La femella fa un niu poc profund a terra i posa 1-5 ous. Les cries són 55-60 mm de grandària. Aquesta tortuga és caçada pels nadius, i es troba amenaçada a causa dels incendis forestals, la destrucció i la fragmentació de l'hàbitat.
- Identificació: L'escut darrere del cap està absent i el segon escut al llarg de la columna vertebral es troba en el punt més alt de la closca.
- Estat: Llista Vermella de la UICN - Vulnerable, la fauna índia (protecció): la Llista IV.
- Distribució: Restringida als Ghats Occidentals, en els estats de Kerala, Karnataka i Tamil Nadu (Índia).

- Noms vulgars: 
  - Tamil: Periyar Amaia, Kal amaia
  - Kadas: Vengala amaia
  - Kannada: Betta AAME, Gudde AAME, kadu AAME
  - Malayalam: Churrel AAMA